# Hudson Super Eight
Hudson Super Eight – samochód osobowy produkowany pod amerykańską marką Hudson w latach 1947–1950.

## Dane techniczne
- Pojemność: 2,8 litra
- Cylindry: 4
- Moc: 92 KM
- Typ silnika: dolnozaworowy
- Napęd: tylny